# سیلک سونیک
سیلک سونیک (انگلیسی: Silk Sonic) یک ابرگروه موسیقی آمریکایی متشکل از برونو مارس و اندرسون پاک است. این دو نفر نخستین تک‌آهنگ خود با نام «در را باز بگذار» را در مارس ۲۰۲۱ منتشر کردند. آنها بعداً ترانهٔ «اسکیت» را در ژوئیهٔ ۲۰۲۱ منتشر کردند و به‌دنبال آن سومین تک‌آهنگ آنان با نام «سیگار کشیدن دم پنجره» و نخستین آلبوم آنها به نام یک بعد از ظهر با سیلک سونیک در نوامبر ۲۰۲۱ منتشر شد. این آلبوم در رتبهٔ دوم بیلبورد ۲۰۰ قرار گرفت، در حالی که سه تک‌آهنگ اول این گروه به فهرست بیست تک‌آهنگ برتر در بیلبورد هات۱۰۰ رسیدند، و ترانهٔ «در را باز بگذار» نیز برای ۱۸ هفته در ده ترانهٔ برتر، و برای دو هفتهٔ غیر متوالی در رتبهٔ اول قرار گرفت. این ترانه بعداً برندهٔ چهار جایزهٔ گرمی از جمله جایزهٔ آهنگ ضبط‌شدهٔ سال و جایزهٔ آهنگ سال شد.

## سبک موسیقی
سبک موسیقی سیلک سونیک به‌عنوان آراندبی، سول، فانک، پاپ، هیپ هاپ و سول ملایم توصیف شده‌است. نوع موسیقی این گروه نیز به‌عنوان موسیقی الهام‌گرفته از دیسکو توصیف شده‌است. رینگر دربارهٔ سبک یک بعد از ظهر با سیلک سونیک چنین نوشته‌است: «اگرچه سبک این آلبوم در تلاش برای مشابهت با رتروی دههٔ ۱۹۶۰ تا ۱۹۷۰ است، سیلک سونیک اثری نوستالژیک نیست، بلکه یک ترکیب تلفیقی است: فانک، رپ و آراندبی مانند خصوصیات این سبک‌ها در چرخش سنگین آن‌ها در همین دههٔ ۲۰۰۰.» اسپاتنیک‌میوزیک این آلبوم را «غنی و معتبر، و موجود در تقاطع مقاومت‌ناپذیر بین نوستالژی فانک دههٔ ۷۰ و تجملات یک استودیوی مدرن» نامیده‌است و افزوده‌است که «در نتیجه، [آلبوم] یک بعد از ظهر با سیلک سونیک یک تجربهٔ واقعی است: سکسی و بسیار ملایم است و اعتماد به نفس و کاریزما را برمی‌تاباند.»

## اعضای گروه
- برونو مارس – آواز، تولید، گیتار، پیانو، کنگا (۲۰۲۱–اکنون)
- اندرسون پاک – آواز، درام، تولید (۲۰۲۱–اکنون)

## ترانه‌شناسی

### آلبوم‌های استودیویی
| عنوان                       | جزئیات                                                                                           | بهترین جایگاه در جدول‌های موسیقی | بهترین جایگاه در جدول‌های موسیقی | بهترین جایگاه در جدول‌های موسیقی | بهترین جایگاه در جدول‌های موسیقی | بهترین جایگاه در جدول‌های موسیقی | بهترین جایگاه در جدول‌های موسیقی | بهترین جایگاه در جدول‌های موسیقی | بهترین جایگاه در جدول‌های موسیقی | بهترین جایگاه در جدول‌های موسیقی | فروش                    | گواهینامه‌ها                                                    |
| عنوان                       | جزئیات                                                                                           | ایالات متحده                    | آراندبی ایالات متحده            | استرالیا                        | کانادا                          | ایرلند                          | هلند                            | نیوزیلند                        | سوئیس                           | بریتانیا                        | فروش                    | گواهینامه‌ها                                                    |
| --------------------------- | ------------------------------------------------------------------------------------------------ | ------------------------------- | ------------------------------- | ------------------------------- | ------------------------------- | ------------------------------- | ------------------------------- | ------------------------------- | ------------------------------- | ------------------------------- | ----------------------- | -------------------------------------------------------------- |
| یک بعد از ظهر با سیلک سونیک | - انتشار: ۱۲ نوامبر ۲۰۲۱ - ناشر: آتلانتیک، افترمث - فرمت‌ها: سی‌دی، ال‌پی، دانلود دیجیتال، پخش جاری | ۲                               | ۱                               | ۴                               | ۳                               | ۵                               | ۴                               | ۳                               | ۵                               | ۹                               | - ایالات متحده: ۱۰۴٬۰۰۰ | - آرآی‌ای‌ای: پلاتین - بی‌پی‌آی: نقره - ام‌سی: طلا - آرام‌اندزد: طلا |

### تک‌آهنگ‌ها
| عنوان                                                                                                | سال  | بهترین جایگاه‌ها در جدول‌های موسیقی | بهترین جایگاه‌ها در جدول‌های موسیقی | بهترین جایگاه‌ها در جدول‌های موسیقی | بهترین جایگاه‌ها در جدول‌های موسیقی | بهترین جایگاه‌ها در جدول‌های موسیقی | بهترین جایگاه‌ها در جدول‌های موسیقی | بهترین جایگاه‌ها در جدول‌های موسیقی | بهترین جایگاه‌ها در جدول‌های موسیقی | بهترین جایگاه‌ها در جدول‌های موسیقی | بهترین جایگاه‌ها در جدول‌های موسیقی | گواهینامه‌ها                                                                                                  | آلبوم                       |
| عنوان                                                                                                | سال  | ایالات متحده                      | آراندبی ایالات متحده              | استرالیا                          | کانادا                            | ایرلند                            | هلند                              | نیوزیلند                          | سوئیس                             | بریتانیا                          | جهانی                             | گواهینامه‌ها                                                                                                  | آلبوم                       |
| --- | ---- | --------------------------------- | --------------------------------- | --------------------------------- | --------------------------------- | --------------------------------- | --------------------------------- | --------------------------------- | --------------------------------- | --------------------------------- | --------------------------------- | --- | --------------------------- |
| «در را باز بگذار»                                                                                    | ۲۰۲۱ | ۱                                 | ۱                                 | ۱۰                                | ۹                                 | ۱۸                                | ۱۳                                | ۱                                 | ۲۳                                | ۲۰                                | ۲                                 | - آرآی‌ای‌ای: ۲× پلاتین - ای‌آرآی‌ای: طلا - بی‌پی‌آی: نقره - ام‌سی: ۳× پلاتین - ان‌وی‌پی‌آی: طلا - آرام‌ان‌زد: ۲× پلاتین | یک بعد از ظهر با سیلک سونیک |
| "اسکیت"                                                                                              | ۲۰۲۱ | ۱۴                                | ۴                                 | ۳۲                                | ۱۹                                | ۴۸                                | ۶۱                                | ۱۲                                | ۷۴                                | ۴۵                                | ۱۸                                | - ام‌سی: طلا                                                                                                  | یک بعد از ظهر با سیلک سونیک |
| «سیگار کشیدن دم پنجره»                                                                               | ۲۰۲۱ | ۵                                 | ۲                                 | ۸                                 | ۱۰                                | ۱۱                                | ۳۱                                | ۴                                 | ۹۲                                | ۱۲                                | ۱۲                                | - بی‌پی‌آی: نقره - ام‌سی: پلاتین - آرام‌ان‌زد: طلا                                                                | یک بعد از ظهر با سیلک سونیک |
| «قطار عشق»                                                                                           | ۲۰۲۲ | —                                 | ۴۷                                | —                                 | —                                 | —                                 | —                                 | —                                 | —                                 | —                                 | —                                 | | یک بعد از ظهر با سیلک سونیک |
| «بعد از دیشب» (به‌همراه تاندرکت و بوستی کالینز)                                                       | ۲۰۲۲ | ۶۸                                | ۱۷                                | —                                 | ۹۲                                | —                                 | —                                 | —                                 | —                                 | —                                 | ۷۸                                | | یک بعد از ظهر با سیلک سونیک |
| نویسهٔ «—» به تک‌آهنگی اشاره دارد که در آن منطقه در جدول‌های موسیقی قرار نگرفته یا در آن منتشر نشده‌است. |      |                                   |                                   |                                   |                                   |                                   |                                   |                                   |                                   |                                   |                                   | |                             |

### تک‌آهنگ‌های تبلیغاتی
| عنوان              | سال  | بهترین جایگاه در جدول‌های موسیقی | بهترین جایگاه در جدول‌های موسیقی | بهترین جایگاه در جدول‌های موسیقی | بهترین جایگاه در جدول‌های موسیقی | آلبوم                       |
| عنوان              | سال  | فوران‌کننده ایالات متحده         | آراندبی ایالات متحده            | داغ نیوزیلند                    | جهانی                           | آلبوم                       |
| ------------------ | ---- | ------------------------------- | ------------------------------- | ------------------------------- | ------------------------------- | --------------------------- |
| «معرفی سیلک سونیک» | ۲۰۲۱ | ۱۴                              | ۴۸                              | ۳۴                              | ۱۷۶                             | یک بعد از ظهر با سیلک سونیک |

### سایر ترانه‌های قرار گرفته در جدول‌ها
| «مثل من پرواز کن»                                                                          | ۲۰۲۱ | ۸۱ | ۲۳ | ۹۳ | ۵۱ | ۷۵ | ۹  | ۴۹ | ۹۲  | یک بعد از ظهر با سیلک سونیک |
| «یک لبخند بزن»                                                                             | ۲۰۲۱ | ۷۸ | ۲۲ | —  | —  | —  | ۱۰ | —  | ۱۰۳ | یک بعد از ظهر با سیلک سونیک |
| «۷۷۷»                                                                                      | ۲۰۲۱ | —  | ۳۵ | —  | —  | —  | —  | —  | ۱۳۲ | یک بعد از ظهر با سیلک سونیک |
| «بترکان»                                                                                   | ۲۰۲۱ | ۷۳ | ۲۰ | ۹۵ | —  | —  | —  | —  | ۷۴  | یک بعد از ظهر با سیلک سونیک |
| نویسهٔ «—» به تک‌آهنگی اشاره دارد که در آن منطقه در جدول قرار نگرفته یا در آن منتشر نشده‌است. |      |    |    |    |    |    |    |    |     |                             |

## جوایز و نامزدی‌ها
| سازمان                    | سال  | دسته‌بندی                             | اثر نامزد شده               | نتیجه    | م.     |
| ------------------------- | ---- | ------------------------------------ | --------------------------- | -------- | ------ |
| جوایز موسیقی آمریکا       | ۲۰۲۱ | گروه یا دونفرهٔ محبوب – پاپ           | سیلک سونیک                  | نامزدشده | [ ۴۱ ] |
| جوایز موسیقی آمریکا       | ۲۰۲۱ | موزیک ویدئوی محبوب                   | «در را باز بگذار»           | نامزدشده | [ ۴۱ ] |
| جوایز موسیقی آمریکا       | ۲۰۲۱ | ترانه محبوب – آراندبی                | «در را باز بگذار»           | برنده    | [ ۴۱ ] |
| جوایز موسیقی آمریکا       | ۲۰۲۲ | آلبوم محبوب آراندبی                  | یک بعد از ظهر با سیلک سونیک | نامزدشده | [ ۴۲ ] |
| جوایز موسیقی آمریکا       | ۲۰۲۲ | ترانهٔ محبوب آراندبی                  | «سیگار کشیدن دم پنجره»      | نامزدشده | [ ۴۲ ] |
| جوایز بت                  | ۲۰۲۱ | بهترین گروه                          | سیلک سونیک                  | برنده    | [ ۴۳ ] |
| جوایز بت                  | ۲۰۲۱ | ویدئوی سال                           | «در را باز بگذار»           | نامزدشده | [ ۴۳ ] |
| جوایز بت                  | ۲۰۲۱ | جایزه انتخاب مخاطب                   | «در را باز بگذار»           | نامزدشده | [ ۴۳ ] |
| جوایز بت                  | ۲۰۲۲ | بهترین گروه                          | سیلک سونیک                  | برنده    | [ ۴۴ ] |
| جوایز بت                  | ۲۰۲۲ | ویدئوی سال                           | «سیگار کشیدن دم پنجره»      | برنده    | [ ۴۴ ] |
| جوایز بت                  | ۲۰۲۲ | آلبوم سال                            | یک بعد از ظهر با سیلک سونیک | برنده    | [ ۴۴ ] |
| جوایز موسیقی بیلبورد      | ۲۰۲۲ | برترین دونفره/گروه                   | سیلک سونیک                  | نامزدشده | [ ۴۵ ] |
| جوایز موسیقی بیلبورد      | ۲۰۲۲ | برترین هنرمند آراندبی                | سیلک سونیک                  | نامزدشده | [ ۴۵ ] |
| جوایز موسیقی بیلبورد      | ۲۰۲۲ | برترین آلبوم آراندبی                 | یک بعد از ظهر با سیلک سونیک | نامزدشده | [ ۴۵ ] |
| جوایز موسیقی بیلبورد      | ۲۰۲۲ | برترین ترانه آراندبی                 | «در را باز بگذار»           | برنده    | [ ۴۵ ] |
| جوایز بریت                | ۲۰۲۲ | گروه بین‌المللی سال                   | سیلک سونیک                  | برنده    | [ ۴۶ ] |
| جوایز گرمی                | ۲۰۲۲ | ضبط سال                              | «در را باز بگذار»           | برنده    | [ ۴۷ ] |
| جوایز گرمی                | ۲۰۲۲ | ترانه سال                            | «در را باز بگذار»           | برنده    | [ ۴۷ ] |
| جوایز گرمی                | ۲۰۲۲ | بهترین اجرای آراندبی                 | «در را باز بگذار»           | برنده    | [ ۴۷ ] |
| جوایز گرمی                | ۲۰۲۲ | بهترین ترانه آراندبی                 | «در را باز بگذار»           | برنده    | [ ۴۷ ] |
| جوایز موسیقی آی‌هارت‌رادیو  | ۲۰۲۲ | ترانه سال                            | «در را باز بگذار»           | نامزدشده | [ ۴۸ ] |
| جوایز موسیقی آی‌هارت‌رادیو  | ۲۰۲۲ | بهترین دونفره/گروه سال               | سیلک سونیک                  | برنده    | [ ۴۸ ] |
| جوایز موسیقی آی‌هارت‌رادیو  | ۲۰۲۲ | آلبوم آراندبی سال                    | یک بعد از ظهر با سیلک سونیک | برنده    | [ ۴۸ ] |
| جوایز موسیقی آی‌هارت‌رادیو  | ۲۰۲۲ | ترانه آراندبی سال                    | «در را باز بگذار»           | برنده    | [ ۴۸ ] |
| جوایز موسیقی آی‌هارت‌رادیو  | ۲۰۲۲ | هنرمند آراندبی سال                   | سیلک سونیک                  | نامزدشده | [ ۴۸ ] |
| جوایز موسیقی آی‌هارت‌رادیو  | ۲۰۲۲ | بهترین متن                           | «در را باز بگذار»           | نامزدشده | [ ۴۸ ] |
| جوایز موسیقی آی‌هارت‌رادیو  | ۲۰۲۲ | بهترین موزیک ویدئو                   | «در را باز بگذار»           | نامزدشده | [ ۴۸ ] |
| جوایز موسیقی ام‌تی‌وی اروپا | ۲۰۲۱ | بهترین گروه                          | سیلک سونیک                  | نامزدشده | [ ۴۹ ] |
| جوایز موسیقی ام‌تی‌وی اروپا | ۲۰۲۱ | بهترین همکاری                        | «در را باز بگذار»           | نامزدشده | [ ۴۹ ] |
| جوایز ویدئو موسیقی ام‌تی‌وی | ۲۰۲۱ | گروه سال                             | سیلک سونیک                  | نامزدشده | [ ۵۰ ] |
| جوایز ویدئو موسیقی ام‌تی‌وی | ۲۰۲۱ | ترانهٔ سال                            | «در را باز بگذار»           | نامزدشده | [ ۵۰ ] |
| جوایز ویدئو موسیقی ام‌تی‌وی | ۲۰۲۱ | بهترین آراندبی                       | «در را باز بگذار»           | برنده    | [ ۵۰ ] |
| جوایز ویدئو موسیقی ام‌تی‌وی | ۲۰۲۱ | بهترین ویرایش                        | «در را باز بگذار»           | برنده    | [ ۵۰ ] |
| جوایز ویدئو موسیقی ام‌تی‌وی | ۲۰۲۲ | گروه سال                             | سیلک سونیک                  | نامزدشده | [ ۵۱ ] |
| جایزه ایمیج               | ۲۰۲۲ | آلبوم برجسته                         | یک بعد از ظهر با سیلک سونیک | نامزدشده | [ ۵۲ ] |
| جایزه ایمیج               | ۲۰۲۲ | دونفره، گروه یا همکاری برچسته (سنتی) | «در را باز بگذار»           | برنده    | [ ۵۲ ] |
| جایزه ایمیج               | ۲۰۲۲ | موزیک ویدئو/آلبوم بصری برجسته        | «در را باز بگذار»           | نامزدشده | [ ۵۲ ] |
| جایزه ایمیج               | ۲۰۲۲ | ترانهٔ سول/آراندبی برجسته             | «در را باز بگذار»           | نامزدشده | [ ۵۲ ] |
| جوایز موسیقی سول ترین     | ۲۰۲۱ | ترانهٔ سال                            | «در را باز بگذار»           | برنده    | [ ۵۳ ] |
| جوایز موسیقی سول ترین     | ۲۰۲۱ | جایزه ترانه‌سرایی اشفورد و سیمپسون    | «در را باز بگذار»           | برنده    | [ ۵۳ ] |
| جوایز موسیقی سول ترین     | ۲۰۲۱ | ویدئوی سال                           | «در را باز بگذار»           | برنده    | [ ۵۳ ] |
| جوایز موسیقی سول ترین     | ۲۰۲۲ | آلبوم سال                            | یک بعد از ظهر با سیلک سونیک | نامزدشده | [ ۵۴ ] |
| جوایز موسیقی سول ترین     | ۲۰۲۲ | ویدئوی سال                           | «سیگار کشیدن دم پنجره»      | برنده    | [ ۵۴ ] |
| جوایز موسیقی سول ترین     | ۲۰۲۲ | بهترین عملکرد رقص                    | «سیگار کشیدن دم پنجره»      | نامزدشده | [ ۵۴ ] |